# Évaluer un scénario
Évaluer un scénario est un traité d'Yves Lavandier (l’auteur de La Dramaturgie) consacré à la lecture et l’évaluation des récits dramatiques. Sa première édition est parue en juin 2011 aux Éditions Le Clown & l'Enfant. Le livre a été réédité et augmenté en mars 2018. La troisième édition est parue en mai 2020 aux Impressions Nouvelles.

## Contenu
L’ouvrage s’adresse à tous ceux qui se prononcent sur la lecture d’un scénario ou, plus généralement, d’un texte dramatique (pièce de théâtre, par exemple) : consultants en scénario, lecteurs de commission, directeurs d’écriture, etc.
Avant de proposer des outils permettant d’évaluer un texte dramatique, l’auteur consacre un chapitre entier à une position pour lui essentielle : l’authenticité. « Je suis fermement convaincu, » écrit Yves Lavandier, « qu’on ne peut pas évaluer un scénario correctement si on l’aborde avec des intentions cachées ou des préjugés, de forme comme de fond. »
Yves Lavandier fait ensuite deux distinctions fondamentales : entre ressenti subjectif et ressenti objectif, puis entre symptôme, diagnostic et prescription. Il défend ardemment l’emploi du « je », plutôt que le « on », et se fait l’avocat de la positivité dans les comptes-rendus de lecture. Car, « avant de recevoir du grain à moudre, un auteur a besoin qu’on apporte de l’eau à son moulin. »
Dans l'édition de 2018, Yves Lavandier a rajouté un chapitre de 9 pages intitulé "Auto-évaluation". Comme il s'en explique dans l'introduction, il s'est rendu compte que son livre n'était pas acheté uniquement par des lecteurs, script doctors ou décideurs mais aussi par des auteurs afin que ceux-ci puissent évaluer leur propre travail. Il a donc décidé de proposer une grille d'auto-évaluation composée d'une centaine de questions.

## Accueil critique
Dans l’Avant-Scène Cinéma no 609 de janvier 2014, Jean-Philippe Guérand écrit : « Fort de son expérience personnelle de script doctor, Lavandier se garde bien de donner des leçons, mais il ouvre des pistes et énonce quelques vérités fondamentales. » 
David Neau pour À Voir À Lire : « Évaluer un scénario conclut la réédition de La Dramaturgie et se révèle aussi indispensable que les deux tomes précédents. Que vous soyez auteurs ou consultants scénario, lecteurs ou décideurs, penchez-vous avec attention sur ce recueil qui vous offre quelques clés pour mieux exercer votre profession. » 
Jonathan Fanara pour Le Mag du Ciné : « Voilà (…) un ouvrage complet, aux démonstrations limpides, qui aidera tout bêta-lecteur à évaluer obstacles, ironie dramatique, caractérisation de personnage, enjeu ou climax et à accompagner les auteurs avec respect et dans une critique constructive. » 
Émilie Bottini pour l'Accroche Scénaristes : « Tout scénariste devrait avoir lu cet ouvrage. (...) C'est un incontournable. » 
Carol Thill dans Telepro : "Le cinéaste et auteur Yves Lavandier livre quelques clés pour faire d'une bonne histoire un solide scénar'." 
Serge Siritzky, sur son blog : "l'un des seuls livres à traiter de cette question."